# Макаров, Алексей Дмитриевич
Алексе́й Дми́триевич Мака́ров (19 января [1 февраля] 1903 года — 5 сентября 1976 года) — советский философ, историк философии, специалист по социальной философии. Доктор философских наук, профессор.

## Биография
В 1932 году окончил Институт красной профессуры. Заведовал кафедрой социально-экономических наук в Горьковском институте инженеров водного транспорта. В 1939 году был назначен первым заместителем директора Института Маркса—Энгельса—Ленина при ЦК КПСС, а с 1944 года находился на преподавательской работе в ВПШ, где с 1959 года возглавлял кафедру марксистско-ленинской философии. Работал преимущественно над проблемами истории философии и диалектического материализма.
Проф. Макаров принимал участие в написании учебников по марксистско-ленинской философии, был автором одной из глав книги «Диалектический и исторический материализм» (ч. 1, 1933), главным редактором учебных пособий «Диалектический материализм» (1960) и «Исторический материализм» (1963), подготовленных в ВПШ при ЦК КПСС.

## Основные работы
- К вопросу о философской эволюции К.Маркса // ПЗМ. 1931. № 7—8
- Карл Маркс и его критика «Философии права» Гегеля // Там же. 1938. № 4
- Произведение В. И. Ленина «Материализм и эмпириокритицизм». М., 1953
- О произведении Фридриха Энгельса «Анти-Дюринг». М., 1953
- Макаров А. Д. Историко-философское введение к курсу «Диалектический и исторический материализм» (Лекции, прочитанные в Высшей партийной школе при ЦК КПСС) / (Высш. парт. школа при ЦК КПСС. Кафедра диалектического и исторического материализма. — М.: Типография Высшей партийной школы при ЦК КПСС, 1958. — 70 000 экз.
- Макаров А. Д. Историко-философское введение к курсу марксистско-ленинской философии / Ордена Ленина Высш. парт. школа при ЦК КПСС. Кафедра марксистско-ленинской философии. — Изд. 3-е, доп. — М.: Мысль, 1972. — 454 с. — (Министерством высшего и среднего специального образования СССР книга рекомендована в качестве учебника по истории философии для студентов исторических и филологических факультетов университетов и педагогических институтов). — 35 000 экз.
- Марксистско-ленинская философия. Диалектический материализм. Ред. коллегия: А. Д. Макаров и др.